# Tephritis cometa

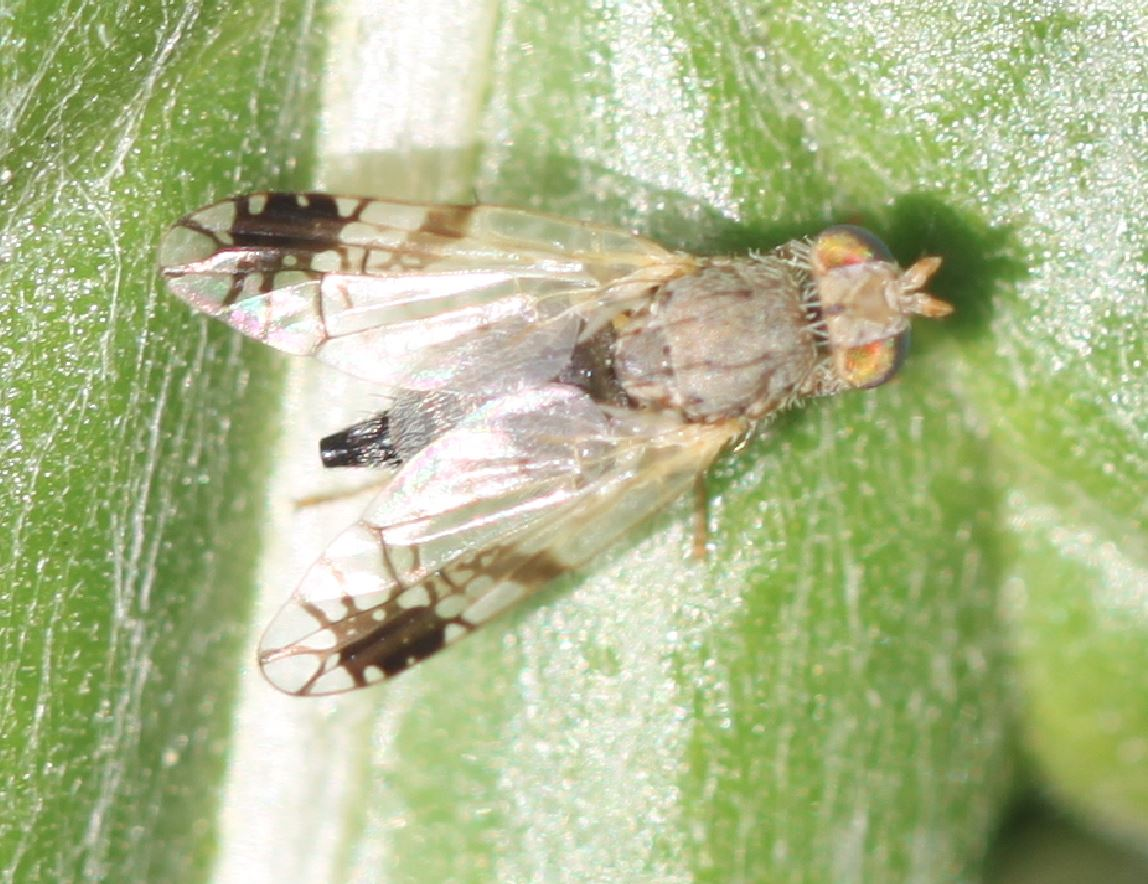
Tephritis cometa, Dorsalansicht

Tephritis cometa ist eine Fliege aus der Familie der Bohrfliegen (Tephritidae).

## Merkmale
Die überwiegend grau gefärbten Bohrfliegen erreichen eine Körperlänge von 4 Millimetern. Die Facettenaugen schimmern rotgelb. Die überwiegend transparenten Flügel weisen ein artspezifisches schwarzes Fleckenmuster auf.

## Verbreitung
Tephritis cometa ist in Europa weit verbreitet. Ihr Vorkommen reicht im Norden bis nach Skandinavien und nach Großbritannien. Im Osten reicht das Vorkommen bis in den Nahen Osten und in den Osten Asiens.

## Lebensweise
Die Bohrfliegen findet man auf Wiesen und an Wegrainen, wo ihre Wirtspflanzen wachsen. Zu diesen zählen Acker-Kratzdistel, Cirsium creticum subsp. gaillardotii, Sumpf-Kratzdistel und Gewöhnliche Kratzdistel. Die Imagines beobachtet man von März bis Oktober, am häufigsten Anfang August.  Die Larven entwickeln sich in den Blütenköpfen ihrer Wirtspflanzen.

## Taxonomie
In der Literatur finden sich folgende Synonyme:
- Trypeta cometa Loew, 1840